# Луїза Расулова
Луїза Расулова (узб. Luiza Rasulova; 24 квітня 1995) — узбецька акторка і телеведуча. Широке визнання в Узбекистані Расулова отримала після ролі в узбецькій драмі 2012 року «O Марьям, Марьям». З тих пір знялася в багатьох узбецьких комедійних фільмах. Також записала кілька пісень.

## Життя
Луїза Расулова народилася 24 квітня 1995 в Ташкенті, Узбекистан. Оскільки вона неодружена, живе з мамою і братами.  
Почала професійну кар'єру в 2010 році. Актриса знялася у фільмі 2011 року «Yondiradi Kuydiradi» (Любов моя - біль моя), а в 2012 році знялася разом зі співаком Шахзода і Улугбек Кадировим в узбецькому фільмі «O Марьям, Марьям» режисера Бахрома Якубова. Після цього вона стала відома як актриса. У 2017 році почала працювати ведучою шоу «Індиго» на Zo'r TV. 

### Утворення
Має вищу освіту. Закінчила середню школу в 2002-2011 роках і 10-11 класи в 2011-2013 роках. У 2013 році вступила до Київського національного університету імені Тараса Шевченка на факультет драми і акторської майстерності в кінематографії, яку закінчила в 2017 році. Володіє узбецькою, російською, англійською та українською мовами. 

## Благодійність
У 2019 організувала благодійний фонд «Ro'zg'orga Barokat» разом зі співачкою Райхон і узбецькою гумористкою Халім Ібрагімовою.

## Фільмографія[13]
| Рік  | Фільм                                      | Рол     | Джерело |
| ---- | ------------------------------------------ | ------- | ------- |
| 2011 | Yondiradi Kuydiradi (Любов моя - біль моя) | Мадіна  | [ 14 ]  |
| 2011 | Xazina (Скарб)                             | Ділдора |         |
| 2012 | O Maryam, Maryam (О Марьям, Марьям)        | Марьям  | [ 15 ]  |
| 2015 | Yuragim Seniki (Моє серце належить тобі)   | Гулі    | [ 16 ]  |
| 2015 | Qanot (Крило)                              | Маліка  |         |
| 2016 | Vijdon Azobi (Муки сумління)               | Саодат  | [ 17 ]  |
| 2017 | Qaysarginam 2 (~)                          | Лейла   | [ 18 ]  |
| 2017 | Ona (Матір)                                | Гулі    |         |
| 2018 | Muhabbat va Nafrat (Любити і ненавидіти)   | Ірода   | [ 19 ]  |
| 2019 | Keksa Bo’ydoq (~)                          | Хуснора | [ 20 ]  |
| 2019 | Zaharli Tomchilar (Отруйні краплі)         | Ділдора |         |
| 2019 | Begunoh (Невинний)                         | Гулі    |         |
| 2019 | Vasiyat (~)                                | Камола  | [ 21 ]  |

## Сингли
| Рік  | Пісня                         | Джерело |
| ---- | ----------------------------- | ------- |
| 2020 | Men boʻlmasam (Якби не я)     | [ 22 ]  |
| 2020 | Yetar bas (Досить)            | [ 23 ]  |
| 2020 | Nola                          | [ 24 ]  |
| 2020 | Vatan (Рідна країна)          | [ 25 ]  |
| 2020 | Osmondagi oy (Місяць на небі) | [ 26 ]  |